# 花雅各
詹姆斯·兰德鲁姆·霍姆斯（James Landrum Holmes，1836年—1861年），汉名花雅各，美国人，美南浸信会派遣的来华传教士。

## 生平
花雅各牧师于1836年5月16日出生于弗吉尼亚州西部山区的普雷斯顿县，于哥伦比亚学院毕业。1858年，花雅各在新婚一个月后就被按立为牧师，志愿前往中国传道。1859年2月，花雅各抵达上海，5月前往芝罘。因为芝罘其时尚未完成开埠，花雅各牧师夫妻只能居住在芝罘湾的渔船上，白日上岸传道，夜间在船上住宿。因为其时第二次鸦片战争，花雅各牧师只好回到上海。1860年8月，花雅各牧师参观了位于天京的东王杨秀清的宅第，此行让他十分失望，改变了以往传道士希望主动和太平天国联系的状况。
1860年9月烟台开埠后，花雅各牧师返回芝罘购置房产，牧养传道。1861年美国南北战争爆发后，由于资助来源被切断，花雅各只得开始经营来往上海和芝罘的轮船生意来承担传道的支出。
1861年，捻军攻入胶东，希望攻陷新开埠的芝罘。10月6日，花雅各牧师受会众的陈情，定意和圣公会传道士亨利·帕克牧师到福山县的捻军军营规劝捻军停止进攻芝罘，被捻军抓住杀死。8日后两位传道者被肢解焚尸的遗体被发现并送回芝罘，葬于芝罘北面海中的崆峒岛上。 花雅各牧师去世后，花撒勑师母继续了在芝罘的传道事业直到1888年返回美国。

## 纪念
1906年，美南浸信会在烟台大马路建立的教堂被命名为霍姆斯教堂，以纪念花雅各牧师。教堂在文化大革命中被征用，后被天主教烟台教区购下，作为烟台市天主教堂。